# Hallands lagsaga
Hallands lagsaga var en lagsaga som omfattade Halland, från 1842 även delar av Västergötland, och dess härader.  

## Historik
Hallands lagsaga var en lagsaga som omfattade Halland och dess härader. Svensk rättegångordning infördes i Halland 1682–1683 och 1683 inrättades denna lagsaga. 1718–1719 bar lagsagan namnet Hallands läns lagsaga.
Under perioden 1837 till 1841 var lagsagan förenad med Bohusläns lagsaga. 1842 tillfördes till denna lagsaga flera härader från Älvsborgs län som ingått i Västgöta-Dals lagsaga och namnet ändrades då till Hallands och Älvsborgs läns lagsaga. Berörda härader var Askims härad, Sävedals härad, Marks härad, Vedens härad, Bollebygds härad, Kinds härad, Redvägs härad, Ås härad, Gäsene härad och Kullings härad.
Lagsagan avskaffades med övriga lagsagor 31 december 1849.

## Lagmän
- 1683–1692: Olof Silnecker
- 1692–1710: Jacob Reenstierna den yngre
- 1710–1712: Pehr Lennartsson Ribbing
- 1712–1718: Conrad Ribbing
- 1719: Conrad Ribbing
- 1718–1719: Jakob Clerck
- 1719–1721: Ernst Johan Creutz den yngre
- 1721: Carl von Lietzen
- 1721–1729: Nils Stedt
- 1729–1745: Carl Gustaf Silversparre
- 1745–1762: Nils Lilliecreutz
- 1762–1777: Fredrik Bennet
- 1777–1793: Axel Eric Gyllenstierna
- 1793–1810: Per von Seth
- 1811–1835: Johan Adolf Olivecreutz
- 1837–1849: Sven Fredrik Lindeqvist